# Саган Іван Тимофійович
Іван Тимофійович Саган (15 серпня 1938, с. Арламівська Воля Мостиського повіту, Львівського воєводства — 21 травня 2010, м. Мостиська Львівської області) — український історик, краєзнавець перекладач, журналіст.

## Біографія
Народився у селянській родині. Початкову освіту здобув у Бунівській середній школі коло Яворова, яку закінчив у 1956 році.
1961 року закінчив історичний факультет Львівського державного університету імені Івана Франка.
Працював на педагогічній ниві, журналістом.
Завідував історико-краєзнавчим музеєм у Мостиськах.
Був одружений, мав доньку.
Знав вже 6 мов[джерело?].

## Творчий доробок
Іван Саган — автор п'ятнадцяти книжок, численних газетних статей, перекладів з німецької, польської, російської, латинської та багатьох інших мов.
- Короткий хронологічний літопис міста Мостиськ, 1992.
- Видатні постаті на карті Мостищини, 1993.
- Мостищина: краєзнавчі розмаїтості, 1994.
- Модест Менцинський, 1995.
- Краєзнавчі оповіді, 1995.
- Краєзнавчі виднокола, 1999.
- Ян Віт (перекладена з польської мови), 2003.
- Археологія Мостищини (автор Галина Івановська), 2005.
- Топоніміка Мостищини, 2005.
- Мостищина: легенди, перекази, бувальщини, 2006.
- Вони — з Мостищини, 2006.
- Околиці Мостиськ, 2007.
- Фортеця Перемишль (перекладена з польської мови), 2008.
- Мостищина: цікавинки, 2008.
- «Мостиська» (нарис історії міста Мостиська), 2008–2009.